# Pauliści
Pauliści, Towarzystwo Świętego Pawła, katolickie zgromadzenie zakonne założone przez ks. Jakuba Alberione w 1914 roku w Albie, we Włoszech, a zatwierdzone 27 czerwca 1949 przez papieża Piusa XII.
Celem zgromadzenia jest „ewangelizacja przez apostolstwo spełniane za pomocą współczesnych środków przekazu”. Pauliści wykorzystują wszelkie środki masowego przekazu (prasę, książki, kino, radio, telewizję, Internet i inne media) do ewangelizacji. Wydawnictwem zgromadzenia jest Edycja Świętego Pawła. Od 1996 zgromadzenie prowadziło prace nad nowym, polskim przekładem Biblii, która została wydana w 2008 roku.
Zgromadzenie stanowi centralną część grupy powiązanych z sobą organizacji katolickich tworzących „Rodzinę św. Pawła”. W skład tej grupy wchodzi 5 zgromadzeń zakonnych, 4 świeckie instytuty oraz jedno świeckie stowarzyszenie.
Zgromadzenie prowadzi działalność ewangelizacyjną w kilkudziesięciu krajach na świecie. Do Polski przybyli w 1934 r. W latach 1967–1977 zakon nie działał w Polsce, by w 1978 r. zostać oficjalnie reaktywowany.
Pauliści noszą czarną sutannę, przepasaną czarnym pasem.

## Historia

### Początki

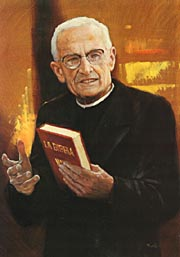
Bł. Jakub Alberione – założyciel Towarzystwa św. Pawła

20 sierpnia 1914 ks. Jakub Alberione razem z dwoma chłopcami (Desiderio Costa i Torquato Armani) odbył spotkanie w Albie, na którym wyjawił im zamiar założenia nowego zgromadzenia zakonnego, ten dzień jest uważany za początek zalążka nowego zgromadzenia, wtedy też powołał do istnienia Szkołę Drukarską "Mały Robotnik" (Piccolo Operaio). Ks. Alberione wybrał na patrona zgromadzenia św. Pawła ze względu na jego szczególną wśród apostołów aktywność pisarską.
Czterej pierwsi pauliści złożyli prywatne śluby zakonne 8 grudnia 1917 roku. Byli to Dominik Michał Ambrosio, Jan Chryzostom Desiderio Costa, Tymoteusz Józef Giaccardo i Paweł Bartłomiej Marcellino. Pierwszym kapłanem Towarzystwa Świętego Pawła był Józef Giaccardo (późniejszy błogosławiony), który 19 października 1919 roku przyjął święcenia kapłańskie. 7 lat później ks. Jakub Alberione wysłał ks. Giaccardo, od ślubów wieczystych noszącego imię Tymoteusz, do Rzymu w celu założenia nowego domu zgromadzenia i rozpoczęcia starań o zatwierdzenie Towarzystwa św. Pawła. Wtedy też powstał dom Towarzystwa Świętego Pawła w Rzymie, który od benedyktynów odkupił właśnie ks. Giaccardo.
5 października 1921 Towarzystwo oficjalnie ukonstytuowało się, ale dopiero 12 marca 1927 roku oficjalnym dokumentem zatwierdzono Towarzystwo Świętego Pawła na prawach diecezjalnych. Dzień później bł. Jakub Alberione złożył publicznie śluby wieczyste. 23 października 1921 roku ks. Alberione złożył na ręce bp. Re prośbę o założenie Towarzystwa Świętego Pawła na prawie diecezjalnym, biskup 31 grudnia poprosił Stolicę Apostolską o radę. Odpowiedź przyszła 9 marca 1922 roku i nie była pomyślna dla nowego zgromadzenia. Rzymska Kongregacja zakonników powołując się na dokument Piusa X Dei Providentis z 1906 r., który zmierzał do ograniczenia możliwości zakładania nowych instytutów, orzekła, że nie nadszedł jeszcze czas na założenie nowego instytutu, a jego zadania można realizować przez zwykły związek duchownych i świeckich.
W tym czasie pomysł ks. Alberiona był bardzo oryginalny, w Watykanie istniały obawy, czy zgromadzenie poświęcone jedynie mediom nie wzbogaci się szybko i zatraci swoją misję. 16 listopada 1922 roku ks. Alberione zwrócił się do biskupa Alby, aby ten poprosił Watykan o upoważnienie do uznania zgromadzenia paulistów chociaż za stowarzyszenie życia wspólnego bez ślubów publicznych. Niedługo potem wysłał do Rzymu jednego ze swych uczniów – ks. Ugo Mioni – który spotykał się z kardynałami i Papieżem Piusem XI. W styczniu 1923 roku ks. Alberione wysłał 2 listy tłumaczące misje nowego zgromadzenia do kardynała Camillo Laurentiego, który był nowym prefektem Kongregacji zakonników. 8 maja 1923 Stolica Apostolska zawiadomiła bp. Alby, że nie jest przeciwna prośbie ks. Alberione, ale zaleca ostrożność.
W latach 1921–1928 powstał w Albie kompleks budynków, którego centralne miejsce zajmowała świątynia poświęconą św. Pawłowi. Ks. Alberione tak pisał o św. Pawle:
„On to stworzył Towarzystwo Świętego Pawła, którego jest założycielem. To nie Towarzystwo Świętego Pawła wybrało jego, ale on wybrał nas, powiem więcej, on nas zrodził.”

### Pierwsze czasopisma
Pierwszymi czasopismami wydawanymi przez Towarzystwo Świętego Pawła były:
- La Domenica (Niedziela) (wyd. w 1921) – wyjaśniająca niedzielne czytania, ukazuje się do dziś.
- La Buona Parola (Dobre Słowo) (wyd. w 1922) – dziś już nie istnieje.
- il Giornalino (Dzienniczek) (wyd. w 1924) – tygodnik przeznaczony dla dzieci, wydawany do dziś.
- L'Aspirante (wyd. w 1924) – czasopismo dla młodzieży, przejęte później przez Akcję Katolicką
- il Seme (Ziarno) (wyd. w 1925) – zawierał katechezy i porady odnośnie do pogłębiania własnego życia duchowego.
- La Voce di Roma (Głos Rzymu) (wyd. w 1926) – publikował przemówienia oraz dokumenty papieża i Stolicy Apostolskiej.
- La Domenica Illustrata (Ilustrowana Niedziela) (wyd. w 1927) – tygodnik informacyjno-formacyjny skierowany do rodzin. Później zmieniło nazwę na Orizzonti, a następnie uległo likwidacji.
- Famiglia Cristiana (Rodzina chrześcijańska) (wyd. w 1931) – tygodnik skierowany do rodzin, ukazuje się do dziś w półtoramilionowym nakładzie.
- Bollettino Parrocchiale Liturgico (Parafialny biuletyn liturgiczny) (wyd. w 1932) – miesięcznik który miał za zadanie przygotowywać wiernych do świadomego oraz aktywnego uczestnictwa w liturgii Kościoła. Dzisiaj zostało zastąpione przez Vita in Cristo e nella Chiesa.
- La Madre di Dio (Matka Boga) (wyd. w 1932) – miesięcznik o tematyce maryjnej.

### Rozwój Zgromadzenia

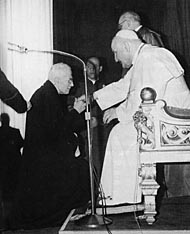
Ks. Jakub Alberione z papieżem Janem XXIII.

Od 1931 roku nastąpiło rozprzestrzenienie się nowego zgromadzenia na nowe kraje. W 1931 roku pauliści wyruszyli do Brazylii, Argentyny i Stanów Zjednoczonych, a w październiku 1932 roku do Francji. W 1934 roku pojawili się w Hiszpanii, Japonii i w Polsce. W lutym 1935 roku kolejni pauliści zostali wysłani do Chin, Indii i na Filipiny.
W 1936 roku główna siedziba Towarzystwa została przeniesiona z Alby do Rzymu, co dało początek pierwszemu Domowi Generalnemu Rodziny Świętego Pawła. W 1939 roku ks. Jakub Alberione założył „San Paolo Film” – instytucję zajmującą się produkcją i dystrybucją filmów o tematyce religijnej.
II wojna światowa zahamowała rozwój Towarzystwa, wielu paulistów trafiło do obozów, a sam ks. Alberione był skonfliktowany z faszystowską cenzurą.
Od 1946 roku pauliści wznowili swoją działalność misyjną. W tym samym roku pojawili się w Irlandii i Szwajcarii, rok później wyruszyli do Kolumbii, Chile, Meksyku i Anglii, w 1951 roku do Wenezueli, na początku 1952 roku na Kubę, w 1953 roku do Australii, a w 1954 roku wyruszyli do Niemiec. Pod koniec 1957 roku pierwsi pauliści przybyli do Konga.
Pierwsza stacja radiowa Towarzystwa została otwarta w 1948 roku w Rzymie, w tym samym roku pauliści otworzyli stację radiową w Japonii pod nazwą „Kulturalne Radio Japońskie”.
27 czerwca 1949 papież Pius XII oficjalnie zatwierdził zgromadzenie. W 1950 roku ks. Alberione utworzył stowarzyszenie "Ut unum sint" (Aby stanowili jedno) skierowane ku braciom odłączonym. Stowarzyszenie dawało początki ekumenizmu, który został oficjalnie poparty przez Kościół Katolicki w 1964 roku na Soborze Watykańskim II. Aby uczcić ogłoszony przez papieża Piusa XII Rok Maryjny (1954 r.) „San Paolo Film” – paulińska instytucja zajmująca się produkcją filmów – wydała pierwszy w swej historii kolorowy film zatytułowany „Mater Dei”, przy produkcji którego pracował m.in. ks. Alberione.
4 kwietnia 1957 roku, podczas pierwszej kapituły generalnej Towarzystwa Świętego Pawła, ks. Alberione został wybrany przełożonym generalnym. Druga kapituła generalna, trwająca od 22 kwietnia 1969 roku do 2 lipca 1971 roku, wybrała nowego przełożonego generalnego którym został ks. Luigi Damaso Zanoni, zaś ksiądz Alberione otrzymał tytuł Emerytowanego i dożywotniego Przełożonego Generalnego. 26 listopada 1971 roku założyciel zakonu ks. Jakub Alberione zmarł w Rzymie.

### Pauliści współcześnie

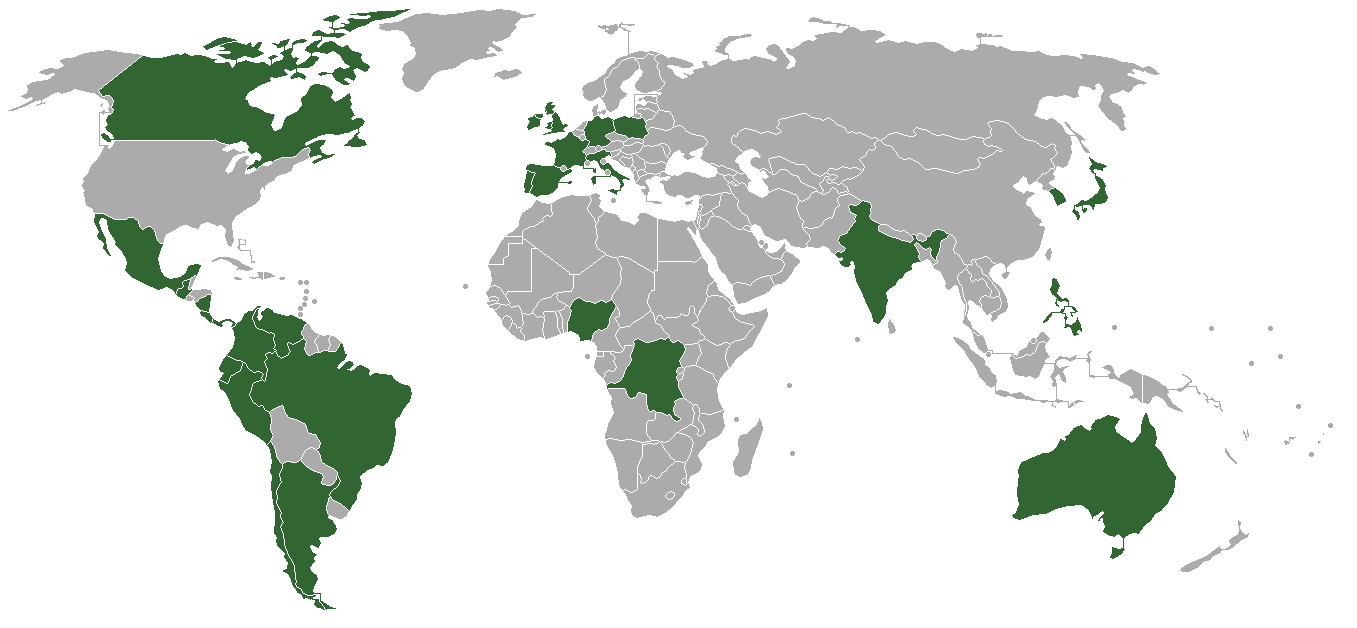
Pauliści na świecie

Dzisiaj Towarzystwo Świętego Pawła jest obecne w 30 krajach:
| - Argentyna - Australia - Brazylia - Chile - Ekwador - Filipiny - Francja - Gwatemala - Hiszpania - Indie | - Irlandia - Japonia - Kanada - Kolumbia - Demokratyczna Republika Konga - Korea Południowa - Kostaryka - Makau - Meksyk - Niemcy | - Nigeria - Nikaragua - Panama - Peru - Polska - Portugalia - Stany Zjednoczone - Wenezuela - Wielka Brytania - Włochy |

We wszystkich tych krajach pauliści podejmują pracę redakcyjną i wydawniczą oraz prowadzą działalność duszpasterską.
Konkretne formy działalności Towarzystwa Świętego Pawła w poszczególnych państwach:
- Brazylia – pauliści wydają gazetę O Domingo (Niedziela) oraz czasopismo Revista Communicare.
- Chile – prowadzą stację radiową Radio María.
- Filipiny – wydają miesięcznik Rodzina Chrześcijańska (Famiglia Cristiana), Home Life, Youngster, Halo (komiks opowiadający historie życia Jezusa i świętych).
- Hiszpania – prowadzą Międzynarodowe Katolickie Stowarzyszenie Biblijne[2] zajmujące się rozpowszechnianiem Pisma Świętego. Wydają miesięcznik Rodzina Chrześcijańska (Famiglia Cristiana).
- Meksyk – pauliści prowadzą Paulińskie Międzynarodowe Studium Środków Społecznego Przekazu, które przygotowuje zarówno osoby duchowne jak i świeckie do posługiwania się najnowocześniejszymi technikami w pracy redakcyjnej i wydawniczej. Wydają magazyny: El domingo, Mi dominguito, Pan de la Palabra.
- Polska – za pośrednictwem Edycji Świętego Pawła, wydawnictwa paulistów, rozpowszechniają wydawnictwa muzyczne, kalendarze, pocztówki i książki. Wydawnictwo posiada swoje oddziały w Lublinie (Redakcja Książek) i Warszawie. W Częstochowie, Lublinie, Katowicach, Kielcach i Wrocławiu mieszczą się księgarnie firmowe, natomiast biura sprzedaży hurtowej znajdują się w Częstochowie i Gnieźnie. Wydawnictwo posiada własną sieć dystrybucyjną, która swoim zasięgiem obejmuje całą Polskę[3].
- Portugalia – wydają miesięcznik Rodzina Chrześcijańska (Famiglia Cristiana).
- USA – wydają miesięcznik Pastoral Life skierowany do duszpasterzy.
- Włochy – prowadzą Międzynarodowe Centrum Studiów nad Rodziną[4]. Wydają największy włoski tygodnik – Famiglia Cristiana (Rodzina Chrześcijańska), którego nakład osiąga 2 mln egzemplarzy. Do dzieci skierowany jest tygodnik Giornalino (Dzienniczek), wydawany od 1924 roku. Dla duszpasterzy jest przeznaczony tygodnik Vita Pastorale którego amerykańskim odpowiednikiem jest Pastoral Life. W Lombardii i Piemoncie nadaje paulińska stacja telewizyjna Tele Nova. Posiadają także własną stację radiową Circuito Marconi. Inne paulińskie czasopisma wydawane we Włoszech to: Stadium (o tematyce sportowej), Letture, Jesus, Club3, Famiglia Oggi, G Baby, La Domenica (Niedziela), Gazzeta d'Alba, Madre di Dio, Il Cooperatore Paolino.

Obecnie pauliści sprzedają co roku 10 milionów egzemplarzy książek, w tym 2 miliony samej tylko Biblii, wydają ponad 50 czasopism, z którymi docierają do ponad 25 milionów czytelników.

## Pauliści w Polsce

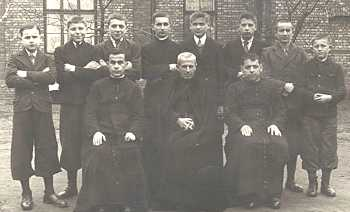
Pierwsi polscy pauliści wraz z ks. Alberione (w środku, siedzący). Po lewej stronie ks. Alberione siedzi ks. Ravina, a po prawej ks. Ricolfi

Dwaj pierwsi pauliści przybyli do Polski 14 listopada 1934 roku, byli to ks. Cesare Robaldo i ks. Domenico Ravina. Od początku swojego pobytu w Polsce ks. Robaldo myślał o nowym przekładzie Biblii, liczył tutaj na pomoc ks. Edwarda Grzymały.
W marcu 1935 roku gotowa była część przekładów Ewangelii przełożonych przez ks. Grzymałę. Po udzieleniu przez kurię zgody na pobyt pauliści przenieśli się (30 czerwca 1935) na Żoliborz do mieszkania przy ulicy Rybińskiego 4.
Pauliści wydali pierwszą książkę pod koniec 1935 roku. Była to biografia św. Teresy od Dzieciątka Jezus. W czerwcu 1936 pojawiło się pierwsze wydanie Ewangelii.
11 lipca 1936 roku pauliści przenieśli się do Częstochowy, gdzie zorganizowali pierwszą własną drukarnię. 26 lutego 1939 polskich paulistów odwiedził założyciel zgromadzenia bł. Jakub Alberione.

Wybuch II wojny światowej i powojenne sowieckie represje mocno osłabiły zakon. 2 stycznia 1967 zmarł pierwszy – wtedy również jedyny – polski paulista, ks. Józef Łabędź. 

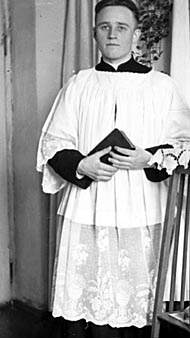
ks. Józef Łabędź – pierwszy polski paulista

Zgromadzenie przestało istnieć w Polsce aż do roku 1977, kiedy to dzięki staraniom sióstr Uczennic Boskiego Mistrza pojawili się nowi kandydaci do zgromadzenia. Wtedy też przybył z Włoch do Polski ks. Innocenzo Dante.
22 lutego 1978 do zgromadzenia wstąpiło trzech postulantów, tym samym odnowiono Towarzystwo Świętego Pawła w Polsce, a 15 maja 1981 roku Urząd ds. Wyznań oficjalnie zalegalizował zgromadzenie w Polsce. 23 kwietnia 1984 roku pauliści otrzymali nową siedzibę, Dom Królowej Polski na ul. św. Pawła 13/15 w Częstochowie, którą poświęcił prymas Polski, kardynał Józef Glemp. Koncesje na prowadzenie działalności wydawniczej Towarzystwo otrzymało 25 maja 1988 roku.
Pierwsze święcenia kapłańskie od reaktywacji paulistów w 1978 przyjął Ryszard Maria Tomaszewski od papieża Jana Pawła II w Lublinie, podczas jego 3. pielgrzymki do Polski (9 czerwca 1987).
Na obchody 100-lecia istnienia zakonu paulistów i całej Rodziny Świętego Pawła w 2014 r., ikonografka Hanna Dąbrowska-Certa zaprojektowała i wykonała Krzyż Św. Pawła, o bogatej symbolice.

### Biblia Paulistów
W 1996 roku z inicjatywy Międzynarodowego Katolickiego Towarzystwa Biblijnego (SOBICAIN), działającego w strukturach Towarzystwa Świętego Pawła, rozpoczęto prace nad nowym przekładem Pisma Świętego z języków oryginalnych na język polski.
Do współpracy w tym dziele zaproszono wielu biblistów z liczących się w Polsce ośrodków teologicznych, jak też grono polonistów, czuwających nad poprawnością i komunikatywnością języka polskiego. Od strony merytorycznej nad całością prac czuwali: ks. prof. Julian Warzecha i ks. prof. Antoni Tronina (Stary Testament) oraz ks. prof. Jan Łach i ks. dr hab. Franciszek Mickiewicz (Nowy Testament). Prace przebiegały w kilku etapach. Najpierw obszerne grono biblistów dokonywało przekładu tekstu greckiego lub hebrajskiego. Za podstawę do przekładu Nowego Testamentu służyło Novum Testamentum Graece, ed. B. Aland et K. Aland, J. Karavidopoulos, C. Martini, B. Metzger, Stuttgart 1993. Tekst źródłowy dla przekładu Księgi Psalmów zaczerpnięto z Biblia Hebraica Stuttgartensia, ed. H. P. Rüger, Stuttgart 1990
Chociaż prace nad Starym Testamentem nie zostały jeszcze zakończone, zdecydowano w 2005 roku (imprimatur – 30 czerwca) o wydaniu pierwszej części Biblii Paulistów, którą jest przekład Nowego Testamentu i Księgi Psalmów wraz z tekstami wyjaśniającymi. Następnie przygotowano wydanie Starego Testamentu (imprimatur – 28 czerwca 2008). Pełne wydanie Pisma Świętego (Stary i Nowy Testament) nastąpiło w listopadzie 2008 roku.

## Znak zgromadzenia

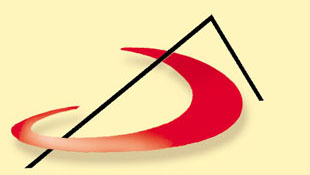
Znak Towarzystwa św. Pawła i Edycji św. Pawła

W 1991 roku pauliści rozpoczęli pracę nad przyjęciem jednego wspólnego znaku. Z prośbą o opracowanie projektu nowego znaku Towarzystwa zwrócono się do znanego włoskiego stylisty Giorgetta Giugiaro.
Symbolika znaku jest następująca: Dwie linie, wstępująca i zstępująca reprezentują zbawcze działanie Słowa, które według słów Boga, przekazanych przez proroka Izajasza, :„wychodzi z moich ust i nie wraca do mnie bezowocne, zanim wpierw nie dokona tego, co chciałem, i nie spełni pomyślnie swego posłannictwa”.
Alegoria słowa wznoszącego się do Boga zostaje uzupełniona poprzez horyzontalnie ułożoną literę 'P' – inicjał imienia Świętego Pawła, fundamentalnego dla tożsamości instytucjonalnej i apostolskiej Towarzystwa. Orbita wyraża poprzez swoją spiralną konstrukcję, zasadniczą cechę misji paulińskiej – uniwersalizm środków i odbiorców, charakteryzujący działalność św. Pawła Apostoła i osobę Założyciela, księdza Jakuba Alberione. Kapituła generalna paulistów przyjęła znak w 1992 roku. Jest on używany zarówno przez Towarzystwo św. Pawła, jak i wydawnictwo Edycja św. Pawła.

## Edycja Świętego Pawła
Edycja św. Pawła jest wydawnictwem paulistów, które publikuje wydawnictwa muzyczne, kalendarze, pocztówki i książki. Na początku działalności w Polsce wydawnictwo nosiło nazwę Edycja Paulińska i oznaczało swoje produkty literami „ep”. W 1991 roku pauliści rozpoczęli projektowanie nowego logo, które przyjęła VI Kapituła Generalna zgromadzenia w 1992 roku.

### Magazyn Familia
W kwietniu 2008 roku ukazał się w ramach wydawnictwa Magazyn Familia – miesięcznik o tematyce rodzinnej. Magazyn w swoim zarysie nawiązuje do jednego z największych tygodników we Włoszech Famiglia Cristiana.

## Rodzina Świętego Pawła
W czasie swej działalności ks. Jakub Alberione założył kilka zgromadzeń zakonnych oraz instytutów świeckich, które są wspólnie nazywane „Rodziną Świętego Pawła”.
W skład Rodziny św. Pawła wchodzą:
- Zgromadzenia Zakonne:
  - Towarzystwo Świętego Pawła – (Założone w 1914 roku, w Polsce od 1978 roku), zgromadzenie zajmuje się głoszeniem Ewangelii środkami społecznego przekazu.
  - Córki Świętego Pawła – (Założone w 1915 roku, w Polsce od 1986 roku), zgromadzenie zajmuje się głoszeniem Ewangelii środkami społecznego przekazu.
  - Siostry Uczennice Boskiego Mistrza – (Założone w 1924 roku, w Polsce od 1936 roku), siostry zajmują się adoracją Najśw.Sakramentu, służbą kapłanom i apostolstwem liturgicznym.
  - Siostry Jezusa Dobrego Pasterza – (Założone w 1938 roku, w Polsce zgromadzenie jest nieobecne), siostry zajmują się pracą duszpasterską w parafiach.
  - Siostry Królowej Apostołów – (Założone w 1957 roku, siostry zajmują się działalnością na rzecz nowych powołań.

- Instytuty świeckie:
  - Instytut Jezusa Kapłana – (Założony w 1960 roku, w Polsce nieobecny), instytut skupia księży diecezjalnych wspierających apostolstwo paulińskie.
  - Instytut Świętego Gabriela Archanioła – (Założony w 1958 roku, w Polsce od 1978 roku), zajmują się pracą wśród świeckich.
  - Instytut Matki Bożej Zwiastowania – (Założony w 1958 roku, w Polsce od 1992 roku), zajmują się pracą wśród świeckich.
  - Instytut Świętej Rodziny – (Założony w 1960 roku, w Polsce od 2007 roku), skupia małżeństwa wspierające modlitewnie apostolstwo paulińskie.

- Stowarzyszenie Współpracowników Paulińskich – (Założone w 1917 roku), skupia osoby świeckie współpracujące w apostolstwie paulińskim.

### Herb Rodziny Świętego Pawła
Herb Rodziny Świętego Pawła został opracowany przez bł. Tymoteusza Giaccardo 20 sierpnia 1964 roku. Wyjaśnienie herbu przez ks. Alberione jest następujące:

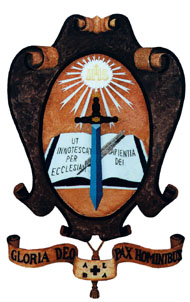
Herb Rodziny św. Pawła

- Święta Hostia to Jezus Chrystus, Boski Nauczyciel, Droga, Prawda i Życie... On jest codziennym chlebem, który posila, umacnia i uświęca. Narodziliśmy się z Eucharystii.
- Księga to Pismo święte, które dla paulistów i paulistek jest codzienną lekturą, a zarazem pierwszą księgą, jaką zobowiązani jesteśmy rozpowszechniać. Pismo święte jest istotą całego naszego nauczania.
- Pióro jest pierwszym środkiem społecznego komunikowania i symbolizuje wszystkie inne mass media.
- Napis, który znajduje się w otwartej księdze, brzmi: Ut innotescat per Ecclesiam sapientia Dei, czyli "Aby przez Kościół jawna stawała się mądrość Boża" (Ef 3, 10). Wskazuje on, że jesteśmy dziećmi i pokornymi sługami Kościoła, który jest strażnikiem objawionej przez Boga prawdy.
- Miecz symbolizuje świętego Pawła Apostoła. Przypomina nam też, że słowo Boże jest mieczem, który oddziela człowieka od ducha tego świata.
- Alba oznacza czterech Ewangelistów, którzy symbolizowani są przez Anioła (Angelus), Lwa (Leo), Woła (Bos) i Orła (Aquila). Słowo Alba to również nazwa miejscowości, w której narodziła się Rodzina Świętego Pawła.
- Glorio deo, pax hominibus, czyli "Chwała Bogu, pokój ludziom" to cele, dla których Jezus Chrystus przyszedł na świat. Dla Rodziny Świętego Pawła nie ma innych celów.
- Tarcza Herbu otacza różne symbole, przypominając, że pauliści i paulistki muszą otaczać troską swojego ducha i z mocą wypełniać powierzoną im misję. Przypominam wszystkim, że dzieła Boże dokonują się poprzez ludzi Bożych!

## Znani pauliści
- bł. ks. Jakub Alberione – założyciel zgromadzenia.
- bł. ks. Józef Tymoteusz Giaccardo
- ks. Gabriele Amorth
- ks. Józef Łabędź
- ks. Domenico Ravina
- ks. Cesare Robaldo
- Maggiorino Vigolungo
- ks. Franciszek Chiesa
- brat Andrzej Ryszard Borello
- Tekla Teresa Merlo
- Scholastica Maria Rivata
- ks. Roman Mleczko – autor maksym, aforyzmów
- bp Valdir José de Castro